# Мамонас
Мамонас (порт. Mamonas) — муниципалитет в Бразилии, входит в штат Минас-Жерайс. Составная часть мезорегиона Север штата Минас-Жерайс. Входит в экономико-статистический микрорегион Жанауба. Население составляет 5510 человек на 2006 год. Занимает площадь 290,283 км². Плотность населения — 19,0 чел./км².

## История
Город основан 1 января 1993 года. 

## Статистика
- Валовой внутренний продукт на 2003 год составляет 14 958 463,00 реалов (данные: Бразильский институт географии и статистики).
- Валовой внутренний продукт на душу населения на 2003 год составляет 2579,94 реалов (данные: Бразильский институт географии и статистики).
- Индекс развития человеческого потенциала на 2000 год составляет 0,621 (данные: Программа развития ООН).